# Carlos Di Laura
Carlos Di Laura (Lima, 19 ottobre 1964) è un ex tennista peruviano.

## Carriera
In carriera ha vinto 3 titoli di doppio. Nei tornei del Grande Slam ha ottenuto il suo miglior risultato raggiungendo le semifinali di doppio all'Open di Francia nel 1989, in coppia con lo svedese Ronnie Båthman.
In Coppa Davis ha disputato un totale di 25 partite, ottenendo 11 vittorie e 14 sconfitte.

## Statistiche

### Doppio

#### Vittorie (3)
| Numero | Anno | Torneo                                        | Superficie  | Compagno          | Avversari in finale                | Punteggio     |
| 1.     | 1987 | Madrid Tennis Grand Prix, Madrid              | Terra rossa | Javier Sánchez    | Sergio Casal Emilio Sánchez        | 6-3, 3-6, 6-4 |
| 2.     | 1988 | Campionati Internazionali di Sicilia, Palermo | Terra rossa | Marcelo Filippini | Alberto Mancini Christian Miniussi | 6-2, 6-0      |
| 3.     | 1989 | ATP Bordeaux, Bordeaux                        | Terra rossa | Tomás Carbonell   | Agustín Moreno Jaime Yzaga         | 6-4, 6-3      |